# Ines Akvitanska
Ines Akvitanska (Inés de Aquitania) (? – 1097.?) bila je kraljica Leona i Kastilije.
Njezin je otac bio Vilim VIII., vojvoda Akvitanije (? - 1086.). Njegova žena Matilda je rodila Ines. Ines je imala polubrata; bio je to Vilim IX., vojvoda Akvitanije (Guilhèm de Peitieus).
Ines se udala za kralja Alfonsa VI., koji je bio sin Sanče. Nisu imali djece.